# 朱鷺號列車
「朱鷺」（日语： Toki */?）是東日本旅客鐵道（JR東日本）上越新幹線的列車班次名稱。本條目將「朱鷺」與「朝日」一併介紹。

## 概要
新幹線「朱鷺」最早於1982年11月15日在上越新幹線以各站停車的模式開始運行，直達列車則是「朝日」。之後，在1997年10月1日，為了區別運行區間，為東北新幹線、上越新幹線列車名再編成，東京站、越後湯澤站 - 新潟站區間，不論直達或是各停，全部都稱做「朝日」。東京站 – 高崎站、越後湯澤站區間的列車全部稱作「谷川」，「朱鷺」廢止。
但是，隨著「朱鷺」廢止而登場的長野新幹線（現在的北陸新幹線東京到長野之間）「淺間（あさま）」，卻因為與「朝日（あさひ）」列車名一字之差而常常讓民眾誤導，有民眾在列車駛過高崎站才發現自己上錯車，類似的狀況頻傳。而後在JR綠色窗口的開票機器（MARS），為了預防社員發錯票，機器上的列車名用漢字的「朝日」、「淺間」顯示。由於「朱鷺」是上越新幹線開業前，上野站 - 新潟站間運行的特急列車名，又因為與觀光資源「佐渡島朱鷺」有很深的關聯，新潟縣內希望「朱鷺」復活的聲量越來越大，而後新潟縣相關機構請求JR東日本將「朱鷺」復活。終於在2002年12月1日改點後，東京、越後湯澤 - 新潟運轉的列車名從「朝日」改成「朱鷺」，「朝日」廢止。
而使用雙層車廂「Max」運行的列車，則冠上「Max朱鷺（Maxとき）」。
「朱鷺」於1962年6月10日起至1982年11月14日為止，以在來線上越線初次運行的特急列車登場，經由高崎線、上越線、信越本線，行駛於上野站 - 新潟站之間。1972年被指定為L特急，1973年10月開始每日13趟往返運行，從始發早上6點到18點，幾乎一小時一班。運行以來約12年間，全列車都有食堂車廂，伴隨著使用車輛的替換，在1974年12月開始出現了沒有食堂的列車，1978年6月，食堂車營業休止。1982年11月，因為上越新幹線開業，特急「朱鷺」廢止，列車名則讓新幹線繼續沿用。
此外，「朝日」本來是1960年到1982年行駛於仙台站 - 新潟站，經由仙山線、奧羽本線、米坂線、羽越本線運行的準急列車、急行列車名（詳見紅花（列車））。另外，在二戰前於滿州國，也有以朝日為名的急行列車運行。

## 命名由來
以「朱鷺」命名的列車於1962年（昭和37年）首次出現，該列車是屬於在來線上越線的特急列車，與現在一樣是來往東京和新潟。
而命名的由來則是當時被列入瀕危物種及日本天然紀念物的鳥類之一——新潟縣佐渡島的朱䴉（又名朱鷺）。

## 運行方式
「朱鷺」號列車有多種運行方式：
- 最多班次使用的運行方式：東京－上野－大宮－高崎－越後湯澤至新潟各站停車（全程需時2小時8－16分）
- 最快的運行方式：東京－大宮－新潟（全程需時1小時37分）
- 最慢的運行方式：東京至新潟（全線）各站停車（全程需時2小時22分）

## 使用車輛

### 现在使用车辆
朱鷺號
- E2系J编组

- E7系F編組

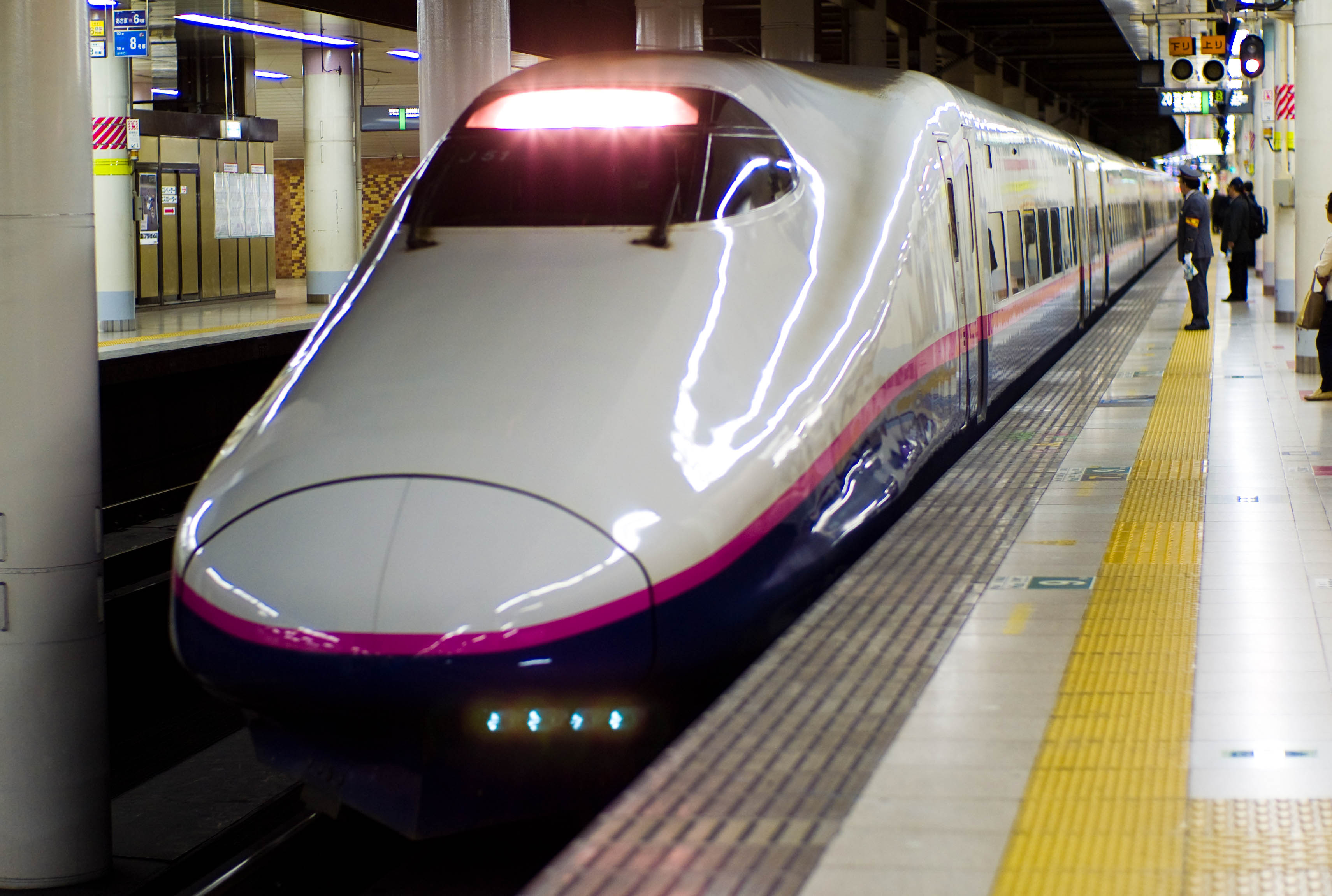
E2系
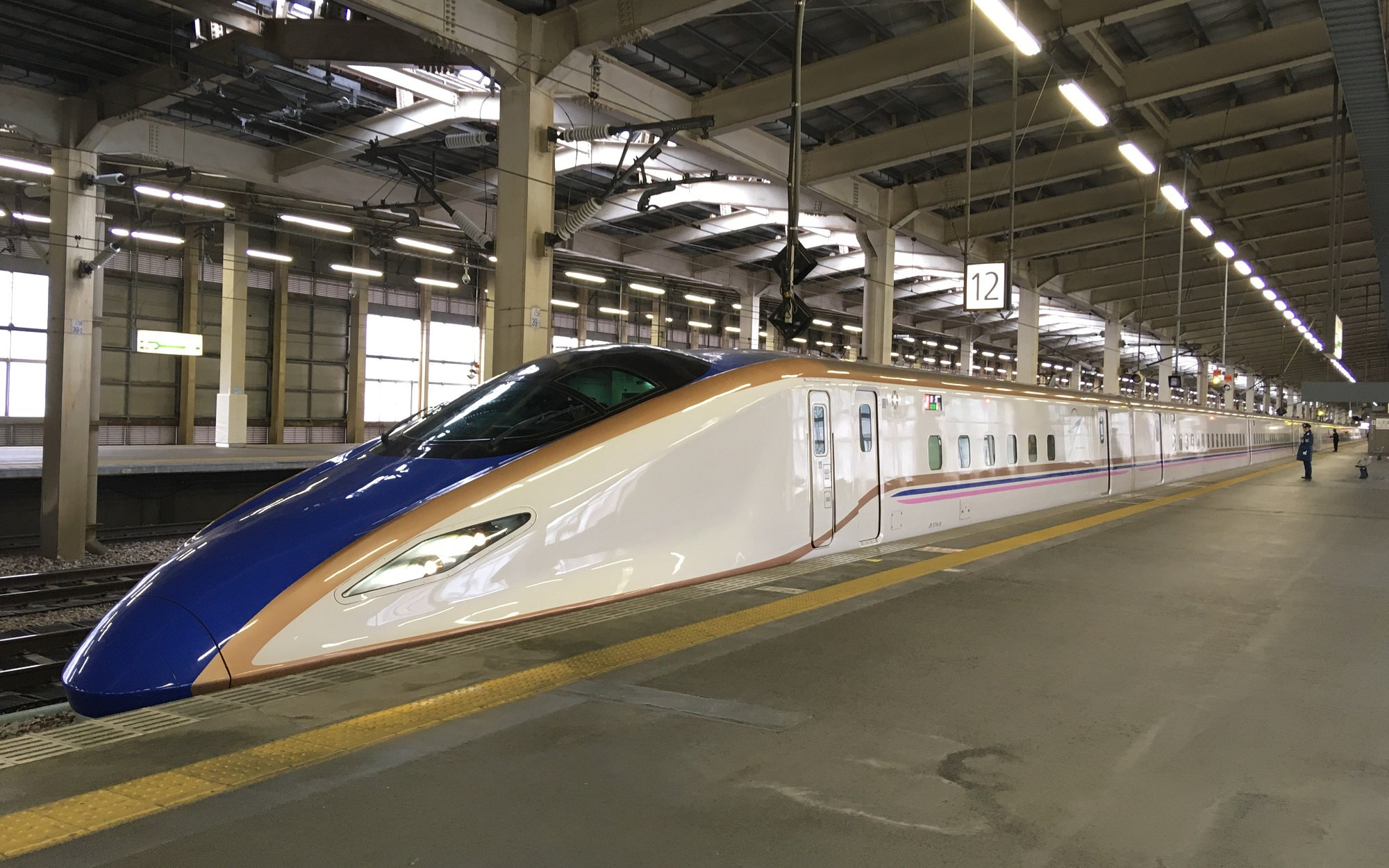
E7系

### 过去使用车辆
朝日號、朱鷺號

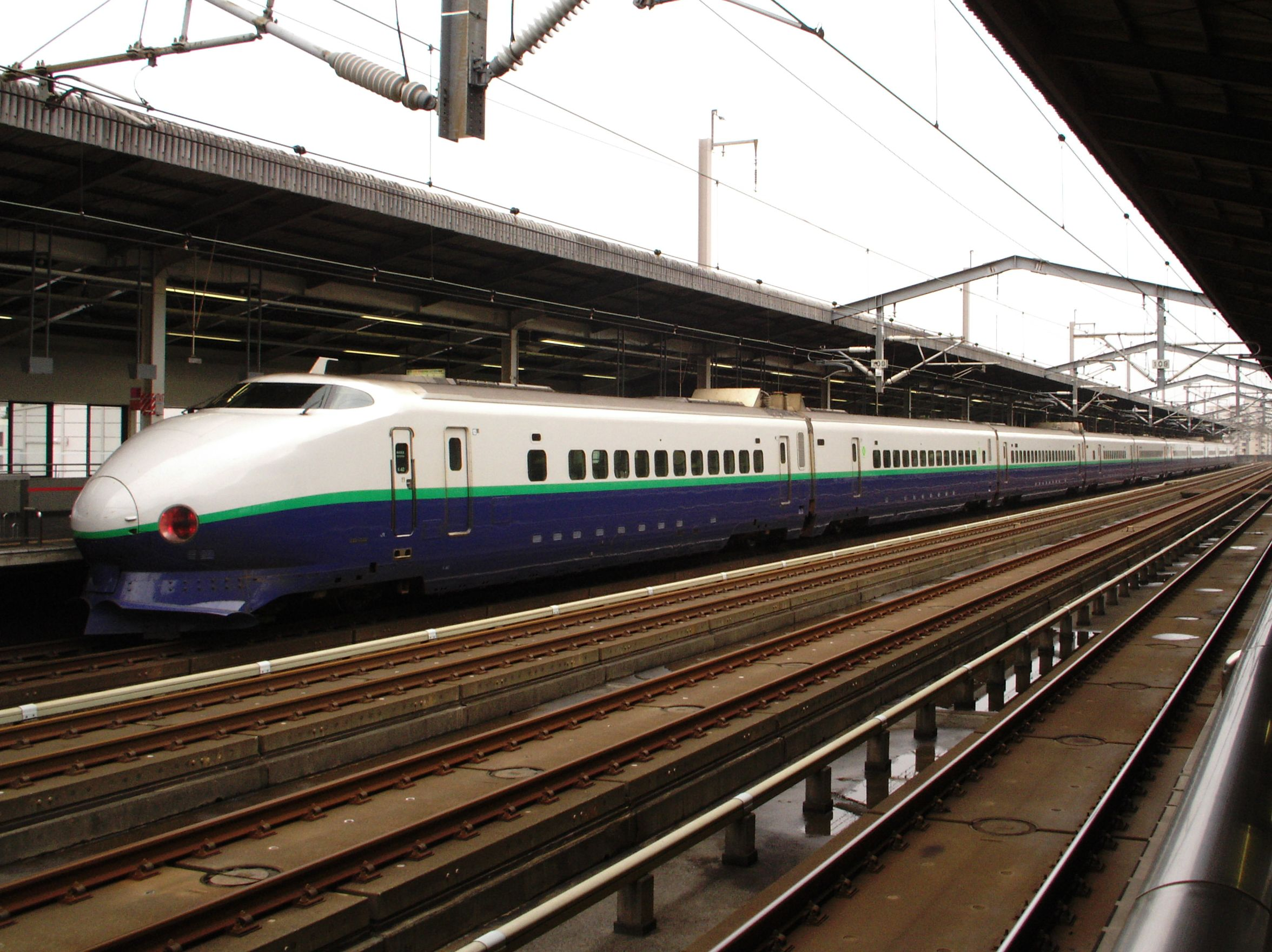
200系
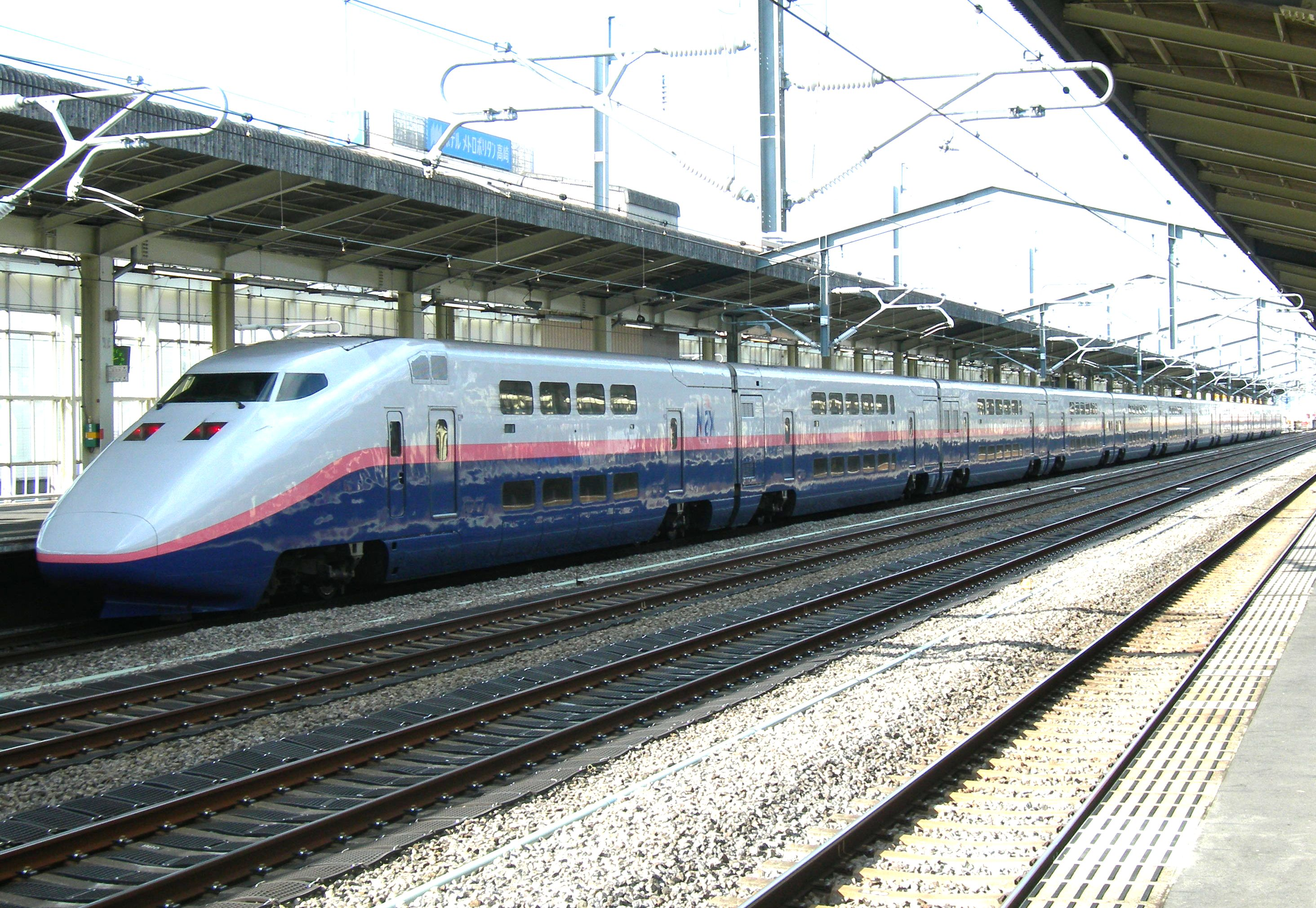
已经退出运营的E1系
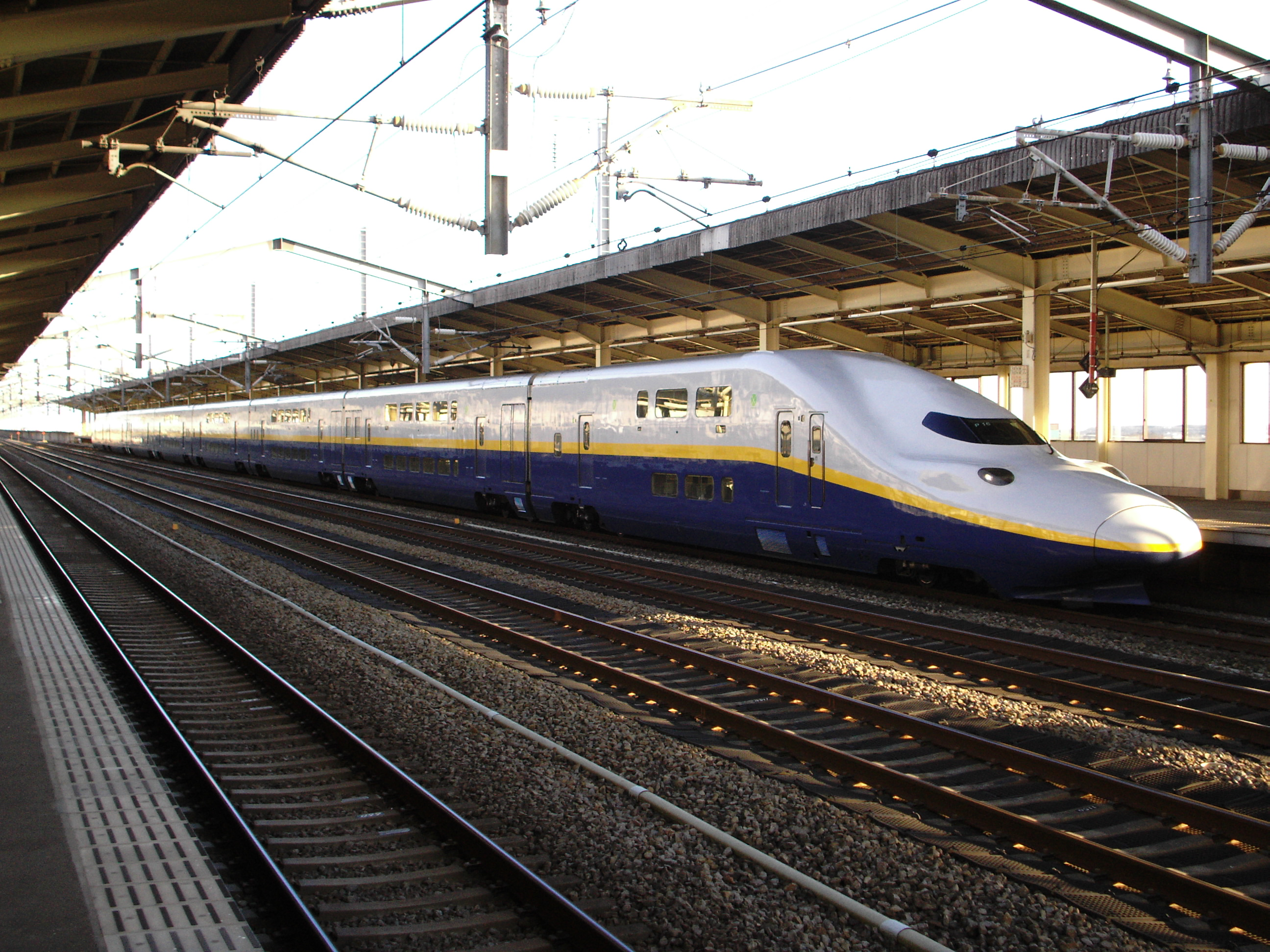
舊塗裝的E4系
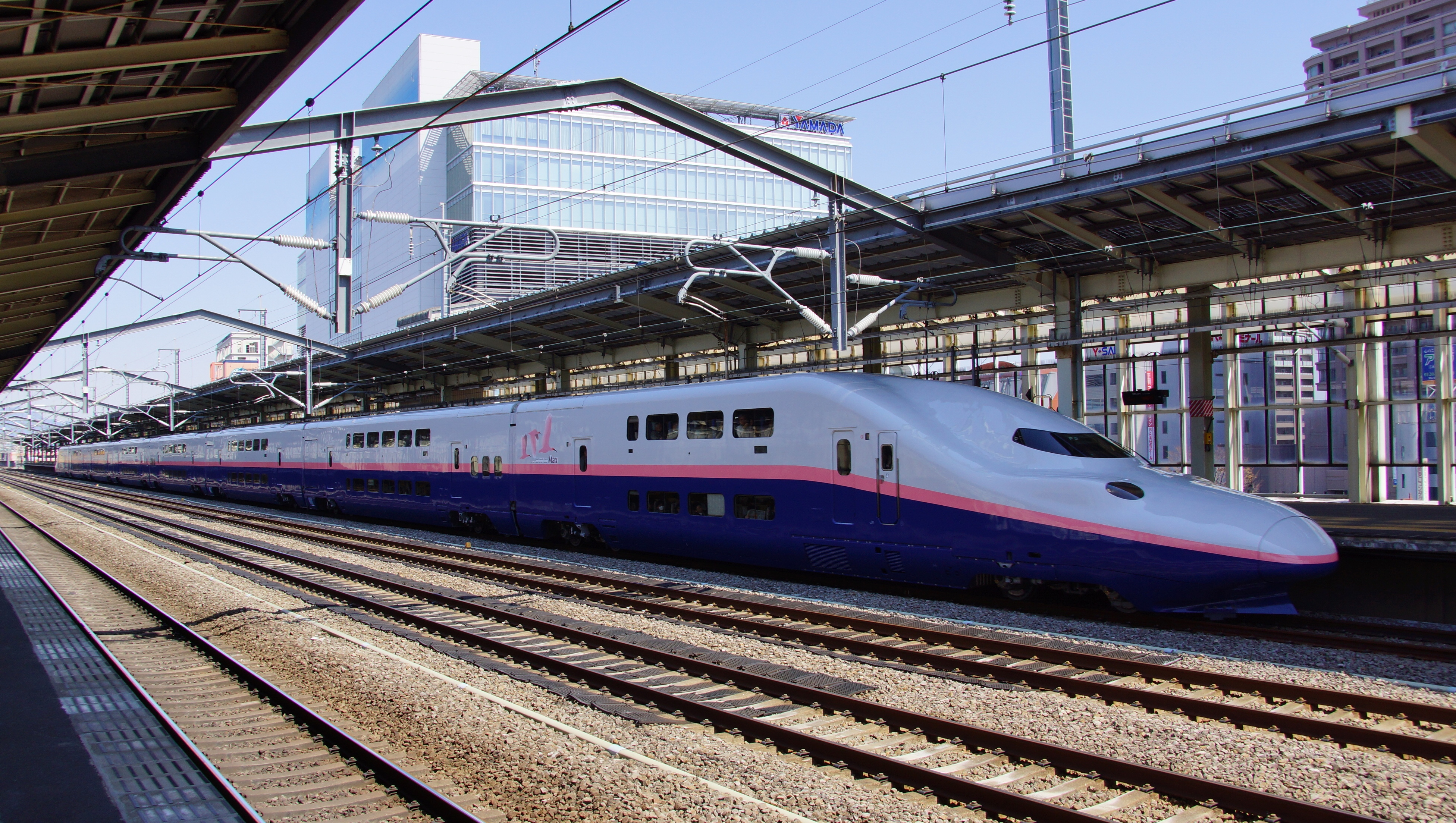
新塗裝的E4系

Max朝日號、Max朱鷺號
- E1系
- E4系

- 200系
- 已经退出运营的E1系
- 舊塗裝的E4系
- 新塗裝的E4系

### 列車編組
- 現時全車禁煙。
- 圖例
  - 自：非對號座位車廂
  - 指：對號座位車廂
  - G：綠色車廂（對號座位）
  - GC：GranClass（對號座位）

| ←東京方向  | ←東京方向 | ←東京方向 | ←東京方向 | ←東京方向 | ←東京方向 | ←東京方向 | ←東京方向 |    | 新潟方向→ | 新潟方向→ | 新潟方向→ | 新潟方向→ | 新潟方向→ | 新潟方向→ | 新潟方向→ | 新潟方向→ |
| 車輛型號   | 1         | 2         | 3         | 4         | 5         | 6         | 7         | 8  | 9         | 10        | 11        | 12        | 13        | 14        | 15        | 16        |
| 200系/E2系 | 自        | 自        | 自        | 自        | 自        | 指        | 指        | 指 | G         | 指        |           |           |           |           |           |           |
| E4系       | 自        | 自        | 自        | 自        | 指        | 指        | G         | G  |           |           |           |           |           |           |           |           |
| E4系       | 自        | 自        | 自        | 自        | 指        | 指        | 指        | 指 |           |           |           |           |           |           |           |           |
| E4系+E4系  | 自        | 自        | 自        | 自        | 指        | 指        | G         | G  | 自        | 自        | 自        | 自        | 指        | 指        | G         | G         |
| E4系+E4系  | 自        | 自        | 自        | 自        | 指        | 指        | 指        | 指 | 自        | 自        | 自        | 自        | 指        | 指        | 指        | 指        |

## 外部連結
- JR東日本車輛圖鑑－新幹線（日語）